# Methemoglobinemia
Methemoglobinemia (łac. methaemoglobinaemia) – choroba polegająca na występowaniu znacznych ilości methemoglobiny zamiast hemoglobiny. W methemoglobinie hem zawiera żelazo na III stopniu utlenienia zamiast na II (jak w hemoglobinie), co skutkuje utratą zdolności do przyłączania i przenoszenia tlenu. U zdrowego człowieka frakcja methemoglobiny wynosi około 1–2%, w methemoglobinemii dochodzi do jej podwyższenia, wartości wyższe niż 30% uważane są za zagrażające życiu. W zależności od stopnia nasilenia, może nie powodować żadnych objawów lub spowodować zgon. W przypadku stężenia methemoglobiny powyżej 1,5 g/l chorobie towarzyszy sinica.

## Przyczyny
Przyczyny choroby można podzielić na wrodzone i nabyte:
- wrodzone
  - nieprawidłowa budowa cząsteczki hemoglobiny (np. hemoglobina M)
  - niedobór reduktaz methemoglobiny (najczęściej reduktazy cytochromu b5)
- nabyte
  - spowodowana przez leki:
    - sulfonamidy
    - fenacetyna
    - lidokaina[4]
    - benzokaina[4]
    - nitroprusydek sodu
    - paracetamol[5]
    - dapson[6]

  - spowodowana przez środki chemiczne:
    - azotany[7]
    - azotyny[1][7]
    - anilina
    - nitrogliceryna
    - chloryny
    - tlenek azotu

## Objawy chorobowe
Objawy zależą od stężenia methemoglobiny. W lżejszych przypadkach poza występującą sinicą nie występują inne objawy. W ten sposób przebiegają postaci wrodzone choroby. W przypadkach nabytych, najczęściej powstających w wyniku zatruć, występują następujące objawy:
- poziom methemoglobiny (MetHb) poniżej 3% – brak objawów
- poziom MetHb 3–12% – najczęściej brak objawów, pulsoksymetria może ukazywać niską saturację tlenem
- poziom MetHb 12–40% – sinica nieustępująca po podaniu tlenu
- poziom MetHb 40–50% – zmęczenie, zawroty głowy, tachykardia, omdlenie, duszność, ból głowy
- poziom MetHb 50–70% – kwasica metaboliczna, arytmia, tachypnoe, objawy ze strony układu nerwowego: drgawki, śpiączka
- poziom MetHb powyżej 70% – skrajne niedotlenienie, wstrząs, zgon.

Krew pacjenta jest brązowa, barwy czekoladowej, ciemnoniebieska lub ciemnoczerwona. W badaniach dodatkowych stwierdza się niedokrwistość hemolityczną oraz ciałka Heinza w erytrocytach (erytrocyty przyjmują postać pierścionka z oczkiem). Inkubacja z błękitem metylenowym pozwala na rozróżnienie postaci wrodzonych. W przypadku niedoboru reduktaz zachodzi szybka redukcja methemoglobiny pod wpływem błękitu, natomiast w przypadku występowania hemoglobiny M redukcja nie zachodzi.

## Leczenie
Z uwagi na odmienne mechanizmy powstania, leczenie postaci wrodzonej i nabytej różni się od siebie.
- postać wrodzona – stosuje się[3]:
  - kwas askorbinowy
  - witamina B2
  - błękit metylenowy
- postaci nabyte[8]:
  - odstawienie substancji powodującej powstanie MetHb
  - błękit metylenowy[2]
  - komora hiperbaryczna
  - wymienne przetoczenie krwi
  - cymetydyna w przypadkach wywołanych przez dapson

## Profilaktyka
Unikanie substancji chemicznych i leków mogących wywołać powstanie MetHb.

## Methemoglobinemia u zwierząt
Do rozwoju methemoglobinemii może dochodzić również u zwierząt, np. w przypadku zatrucia paracetamolem. Szczególnie często zdarza się po spożyciu cebuli z uwagi na dwusiarczki, które powstają w procesach metabolicznych w świetle przewodu pokarmowego. Spożycie cebuli w ilości większej niż 0,5% masy ciała zwierzęcia może doprowadzać do śmierci. Szczególnie wrażliwe na zatrucie cebulą są koty.